# Mura Mare, Mureș
Mura Mare este un sat în comuna Gornești din județul Mureș, Transilvania, România.

## Imagini

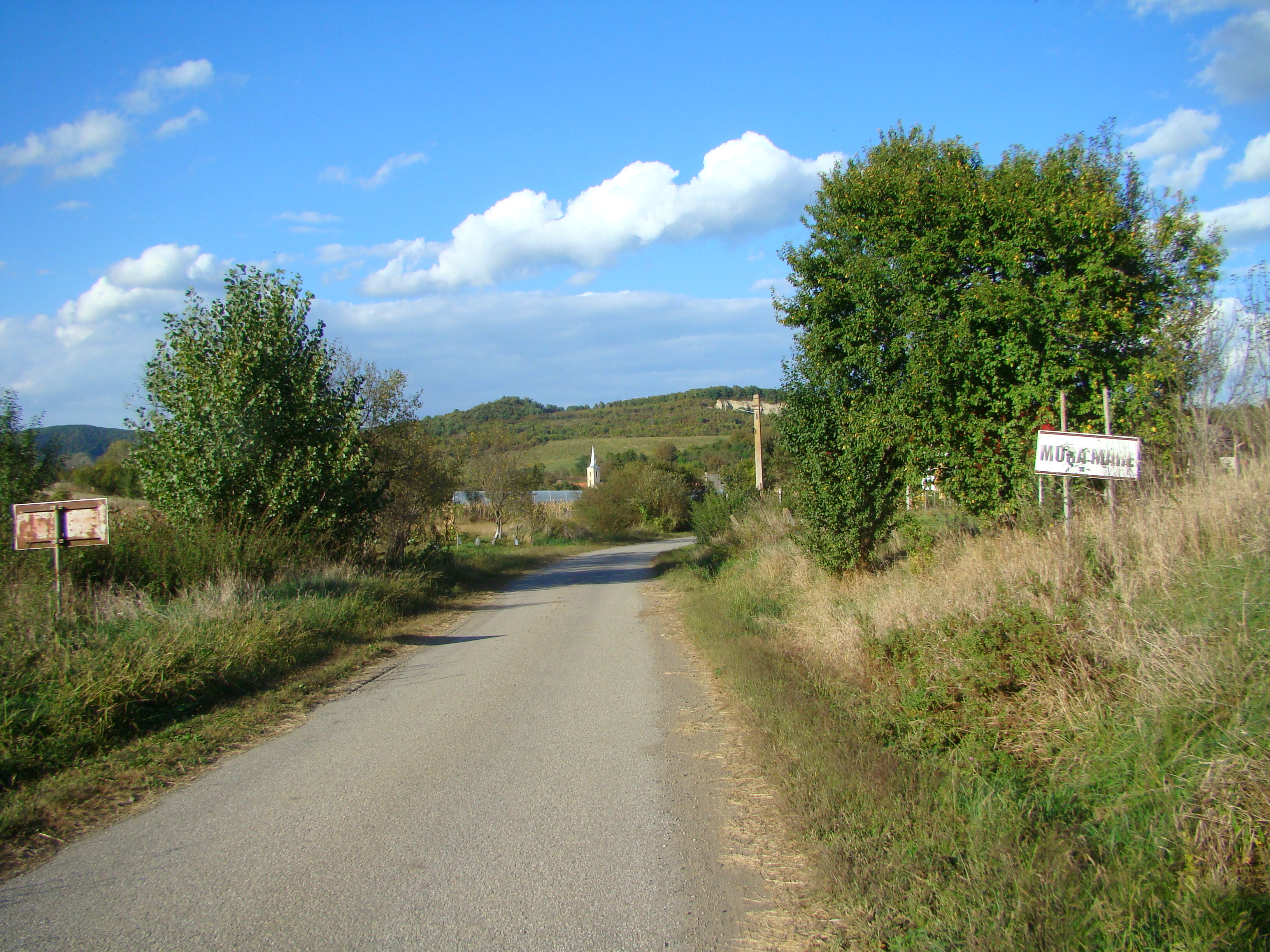
Intrarea în localitate
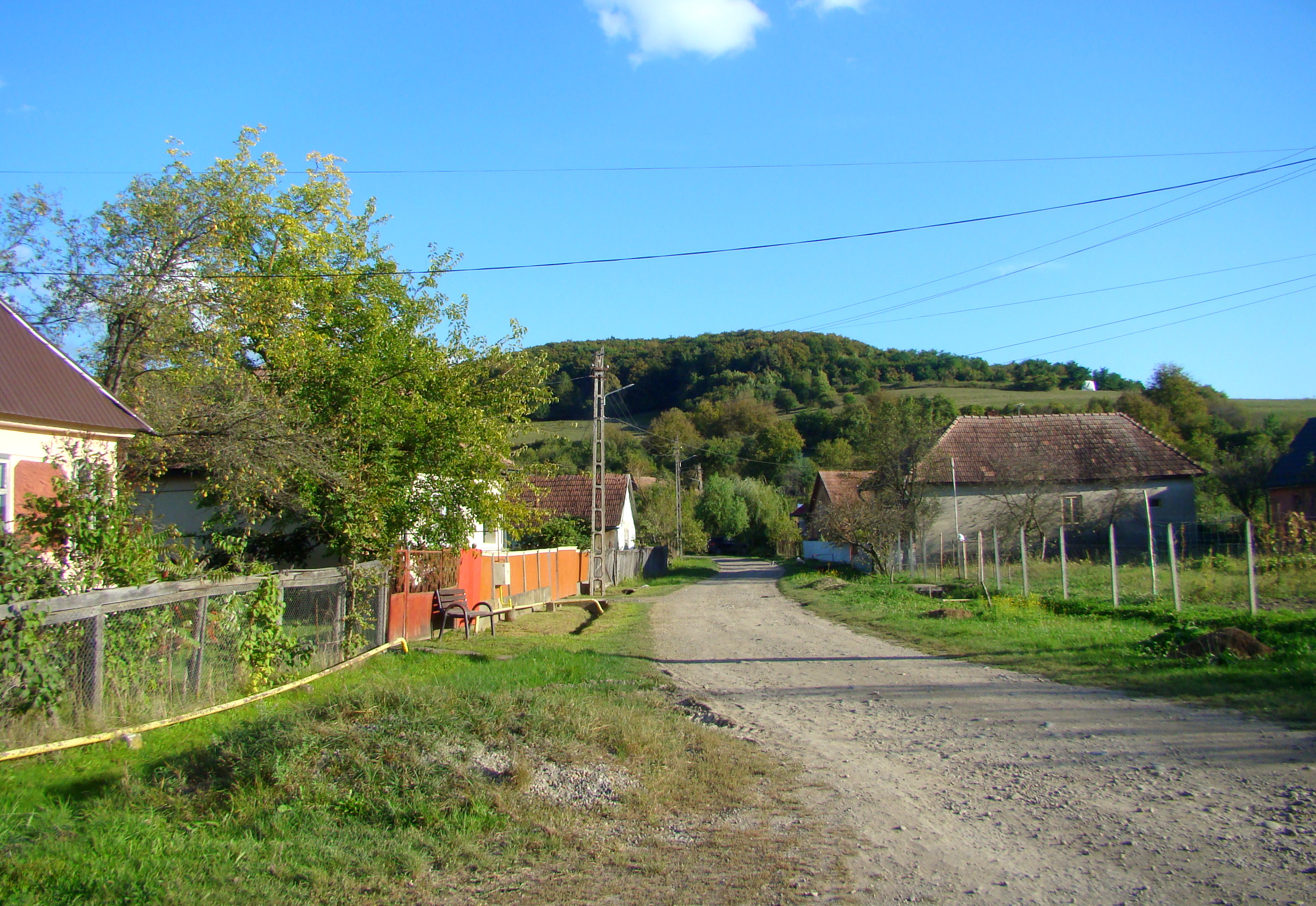
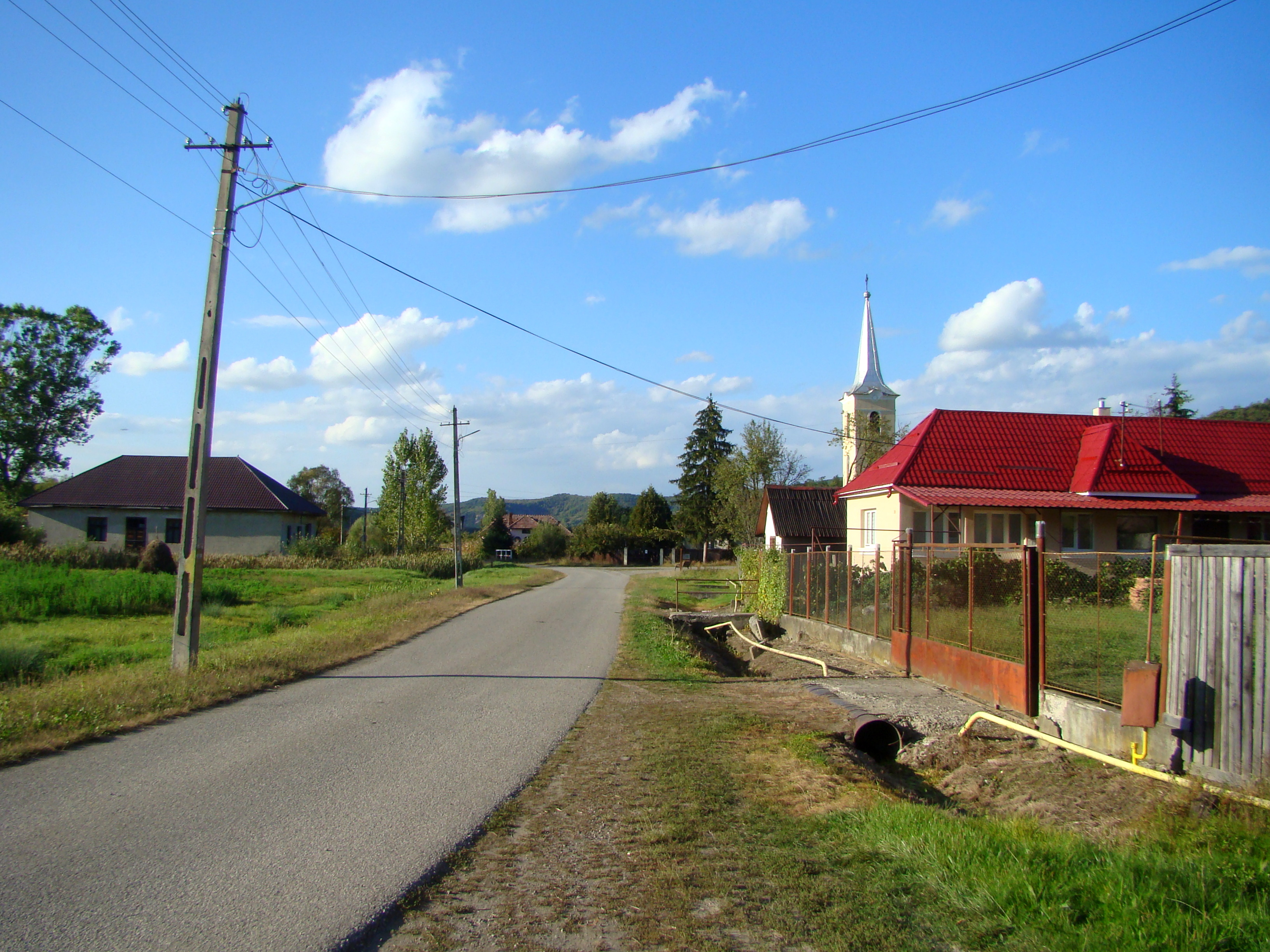
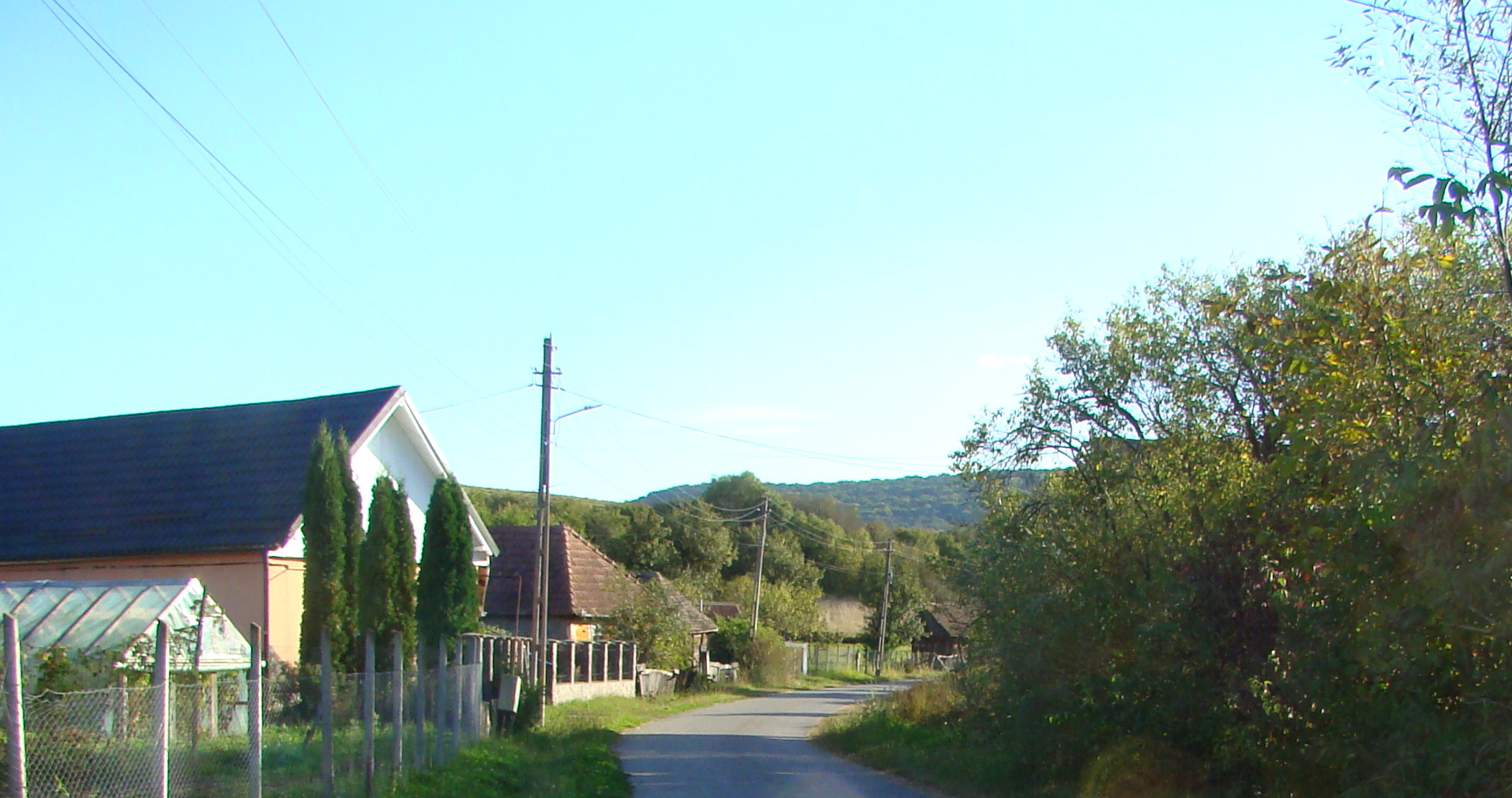
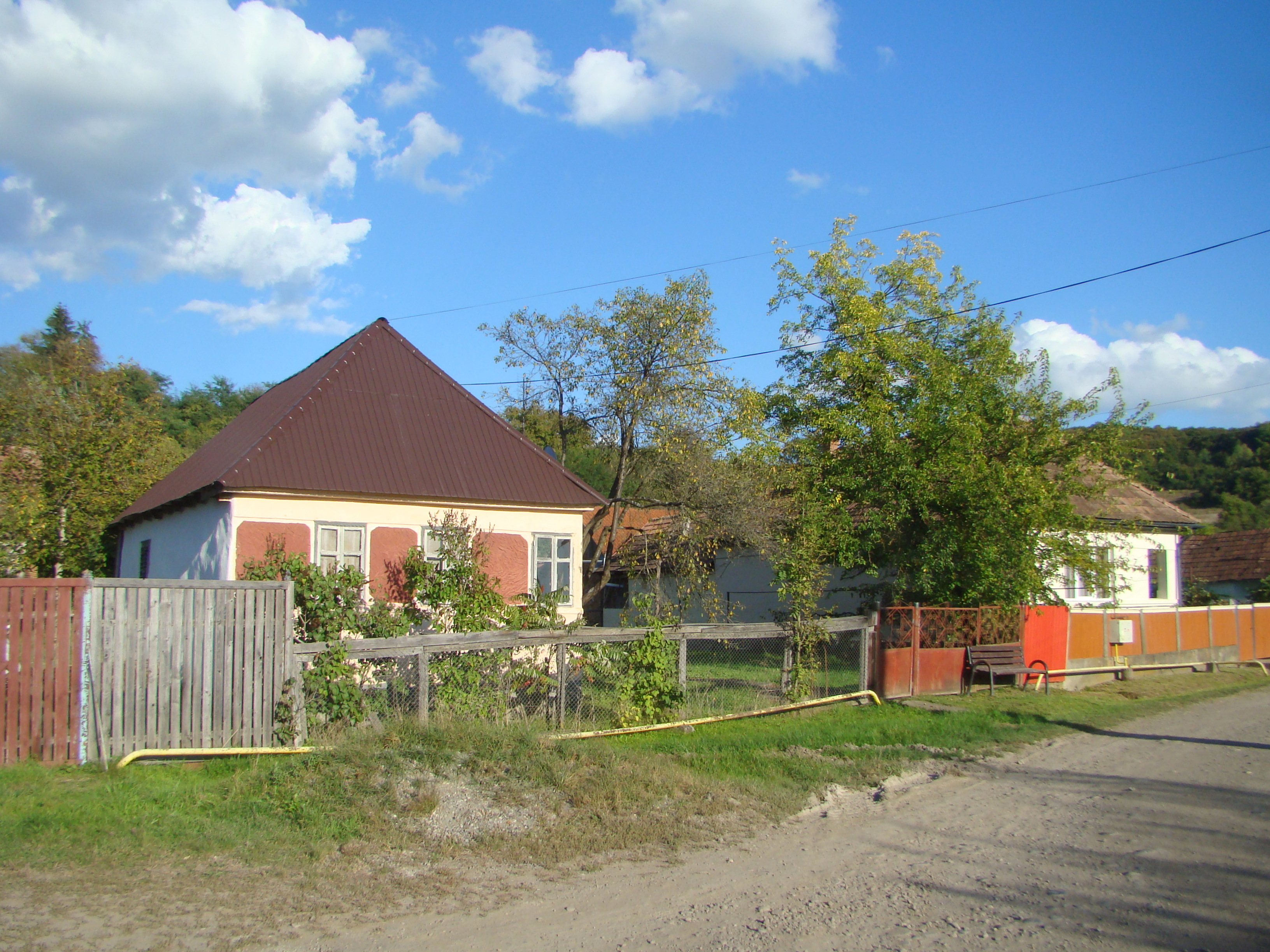
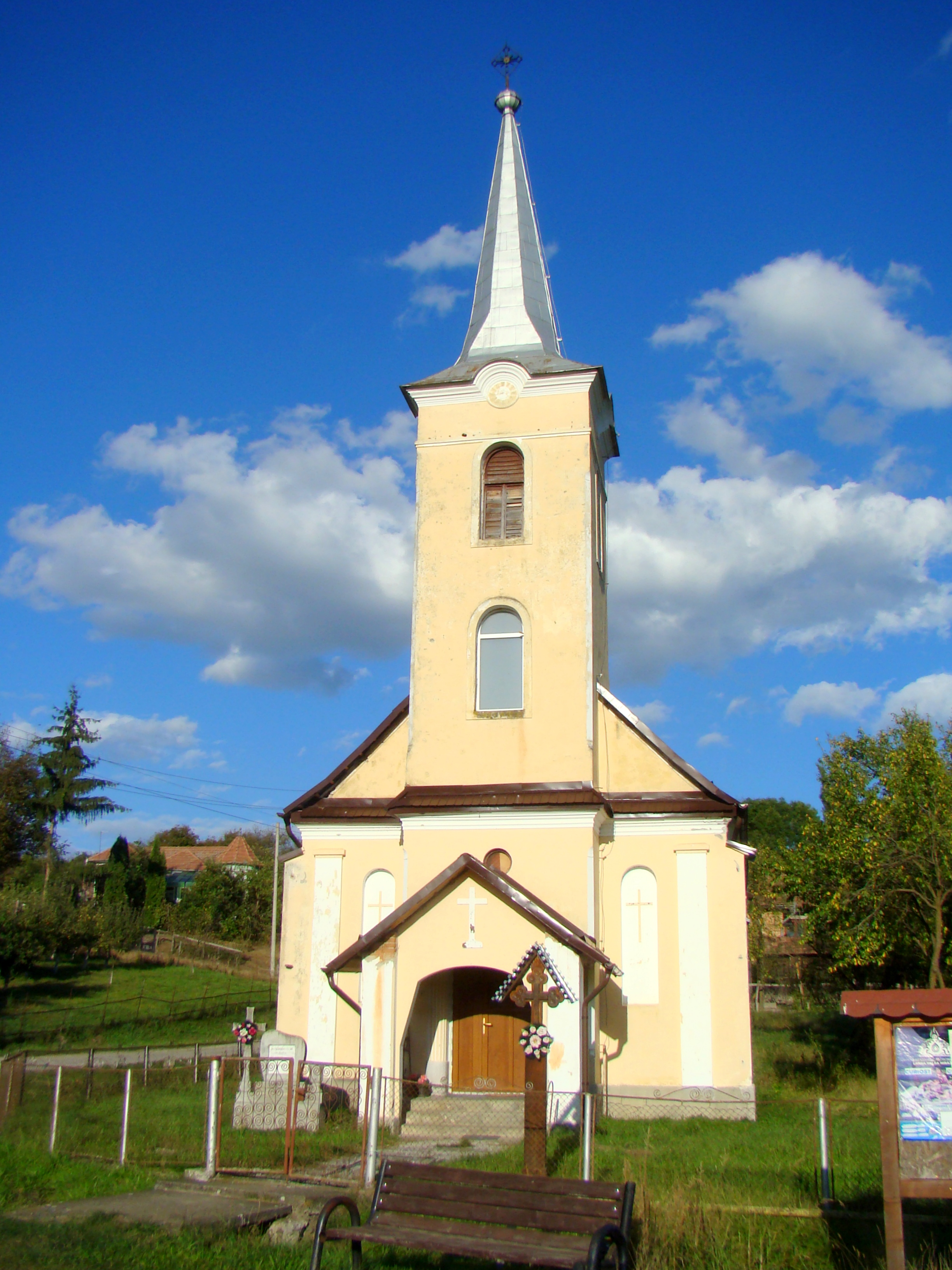
Biserica Sfântul Ierarh Nicolae (1935)
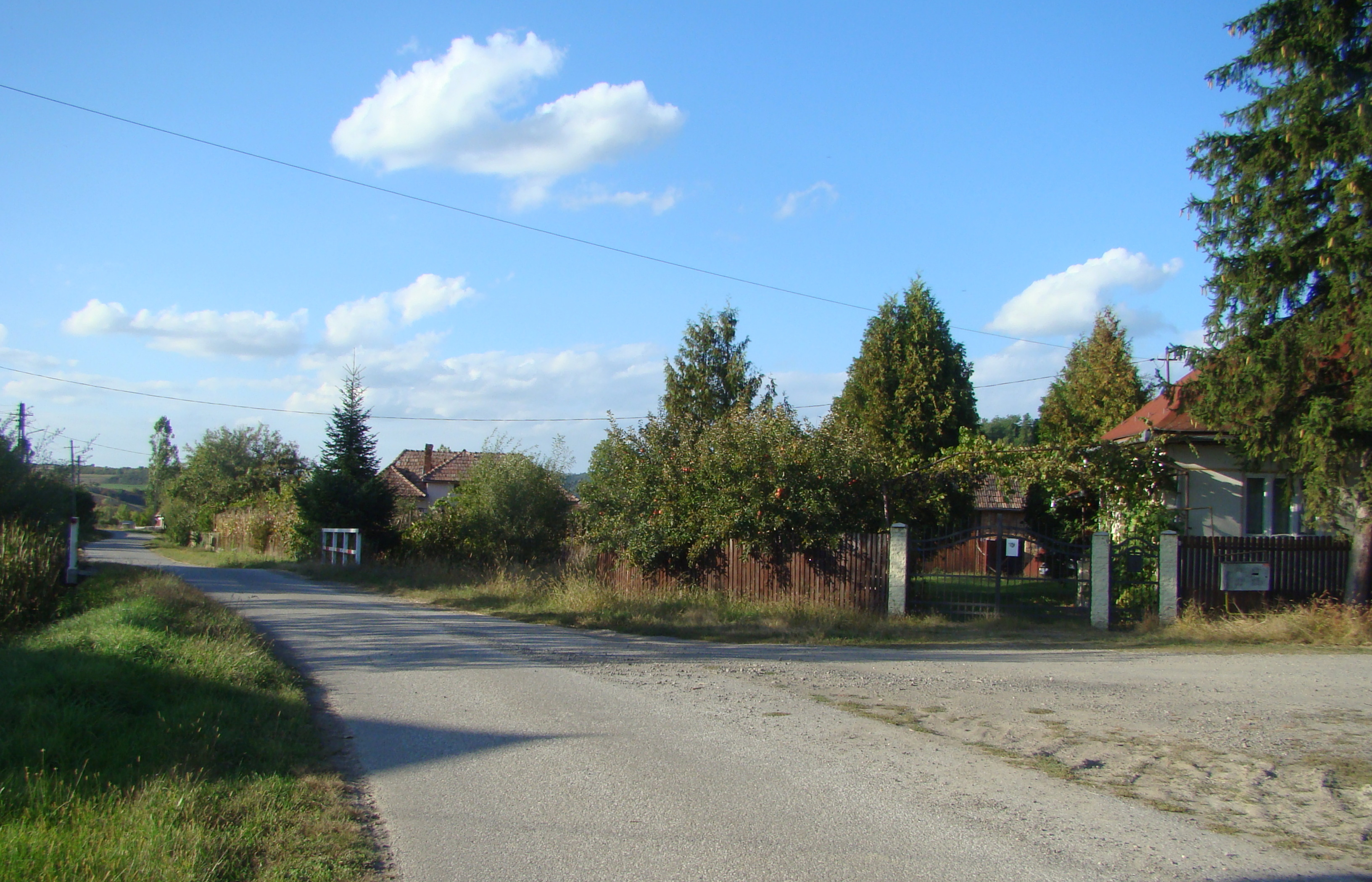
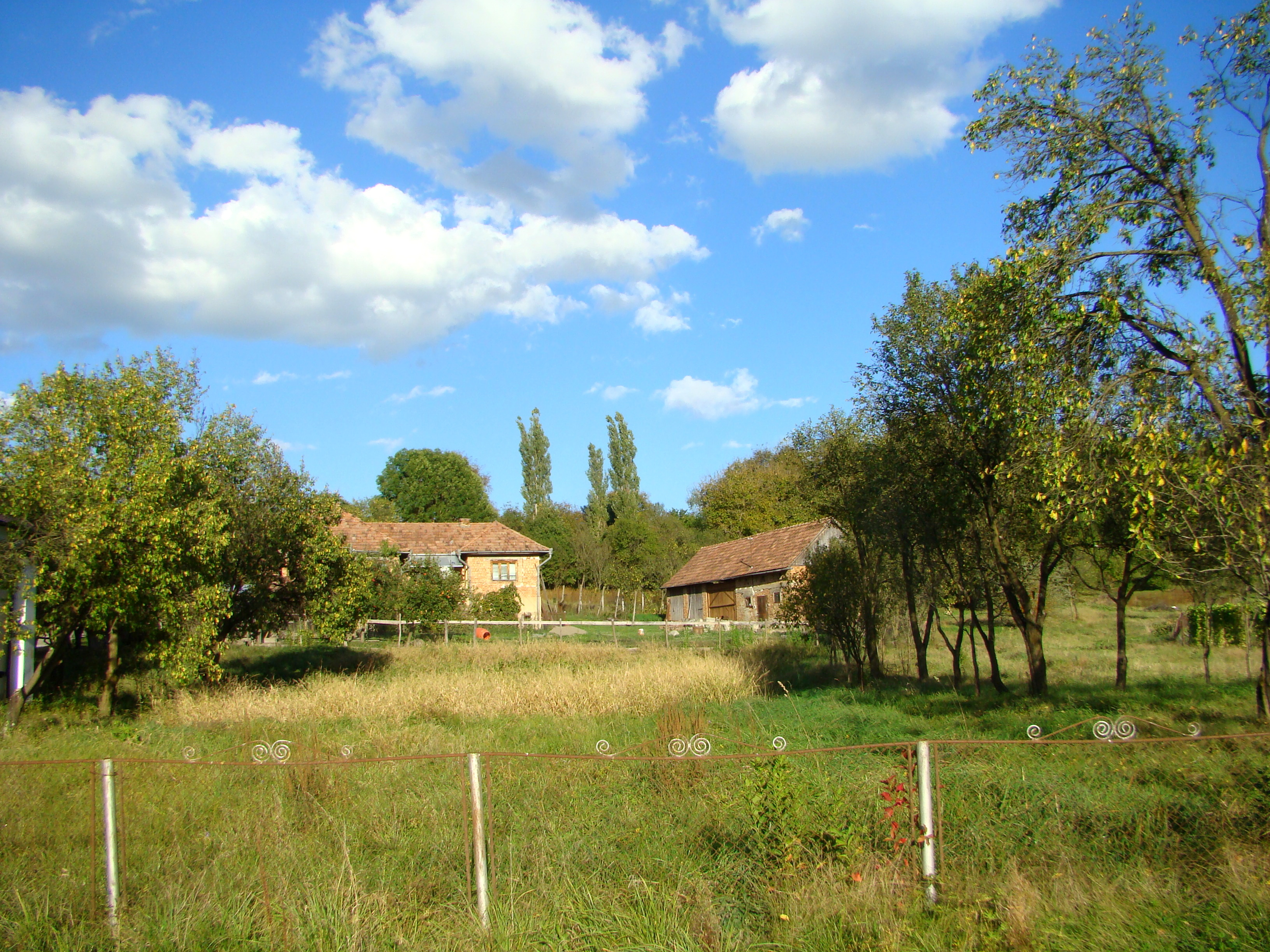
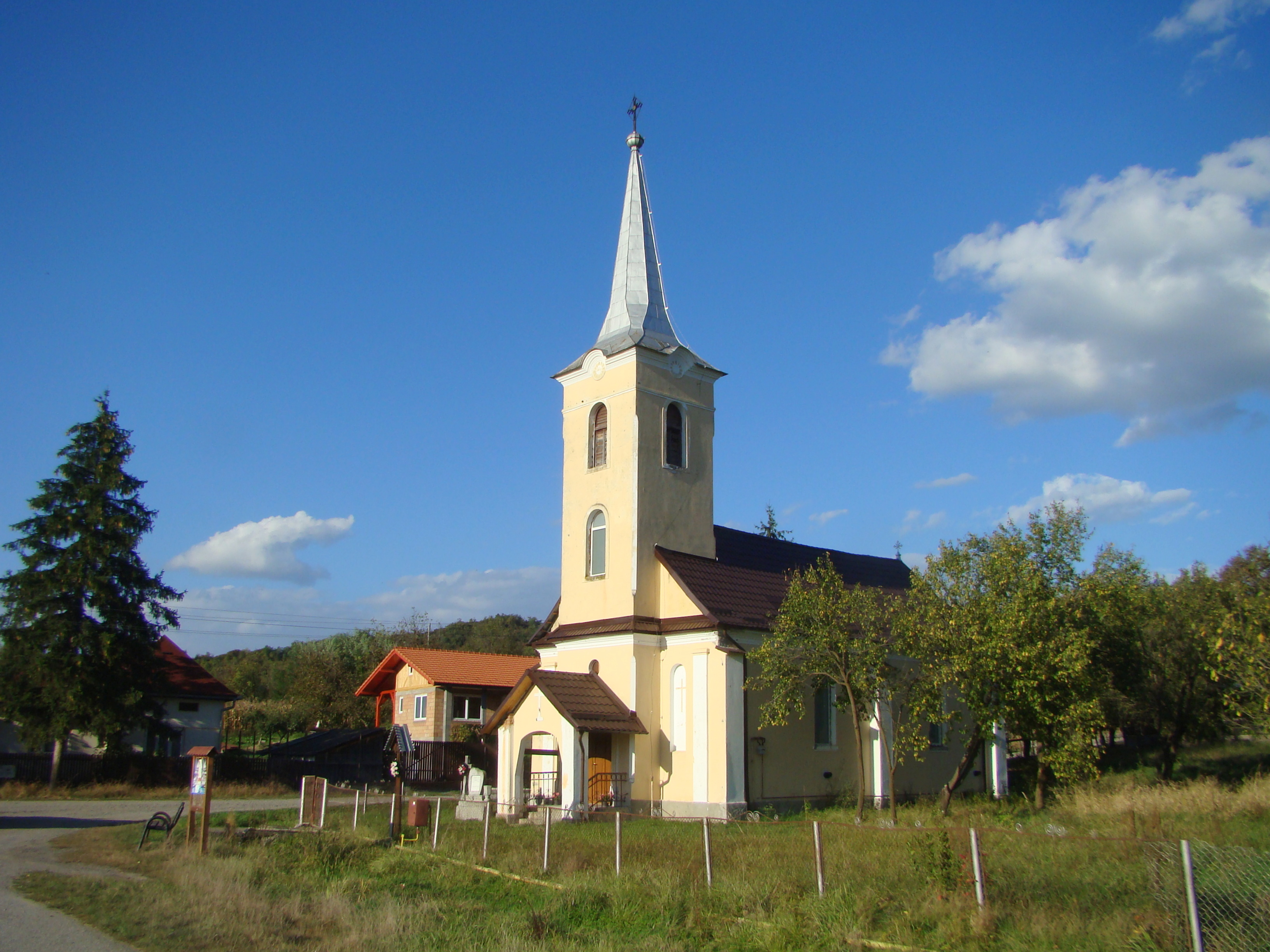
Biserica Sfântul Ierarh Nicolae construită în timpul păstoririi preotului Partenie Grama
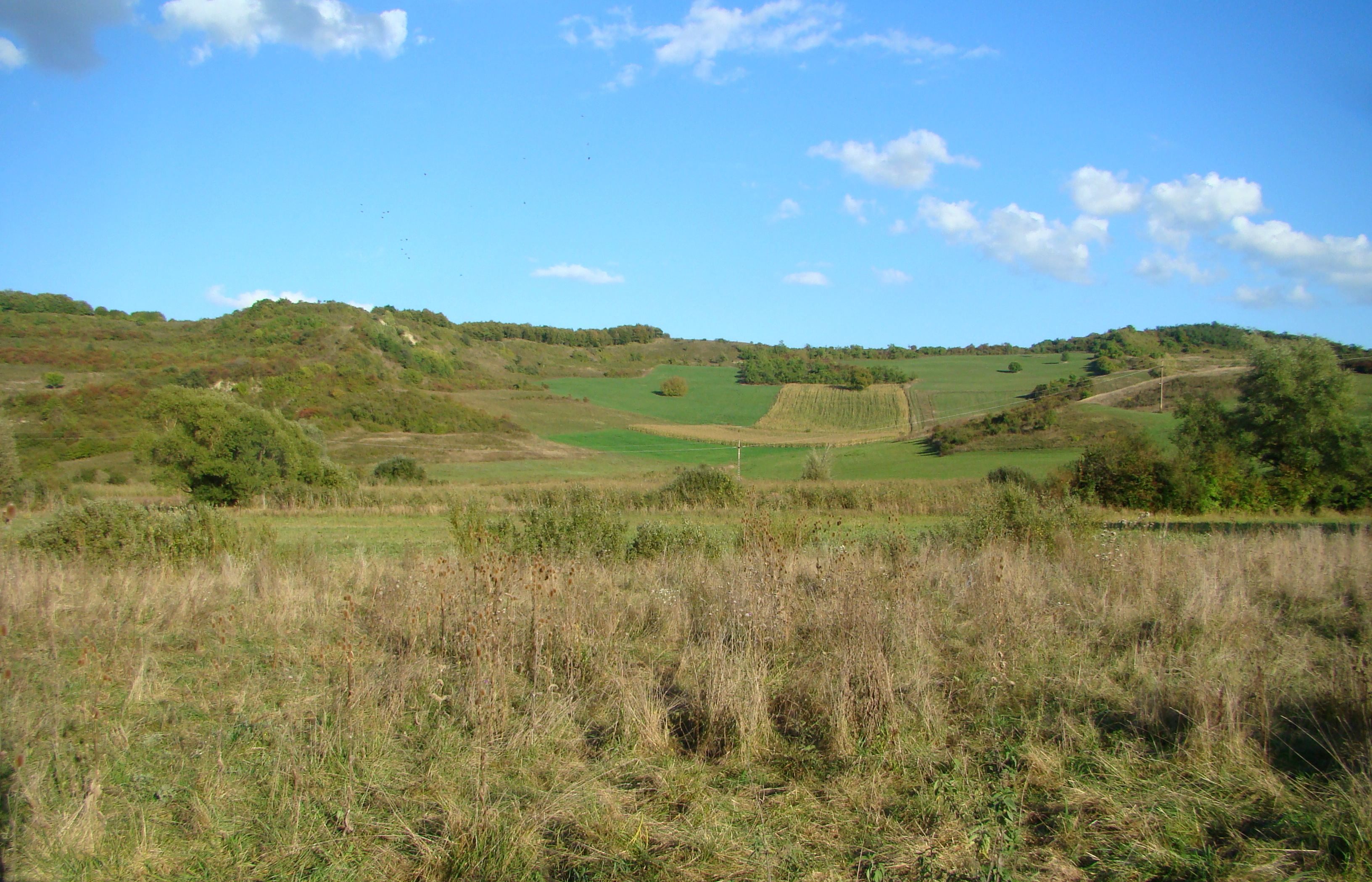
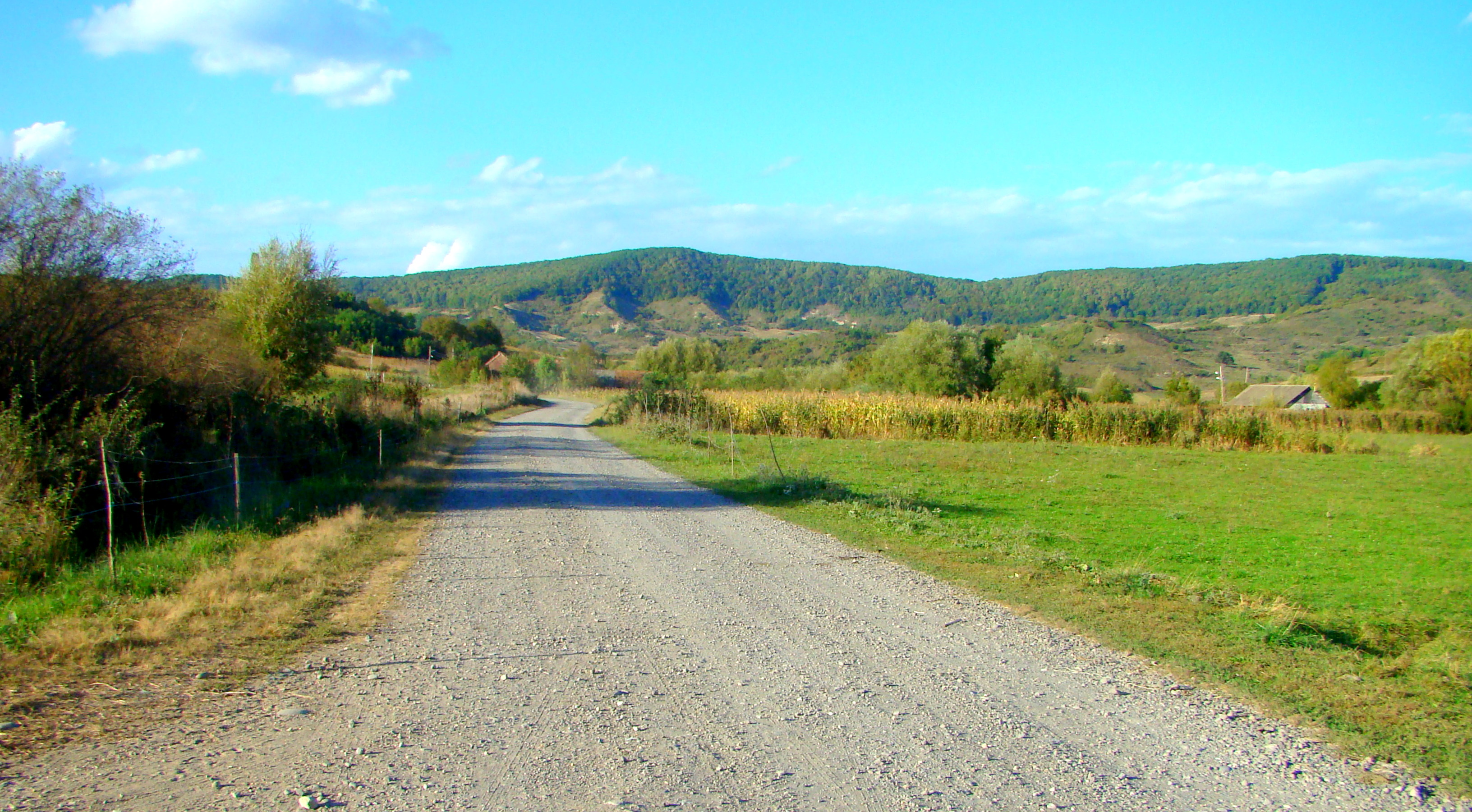
Drumul Mura Mare-Petrilaca de Mureș
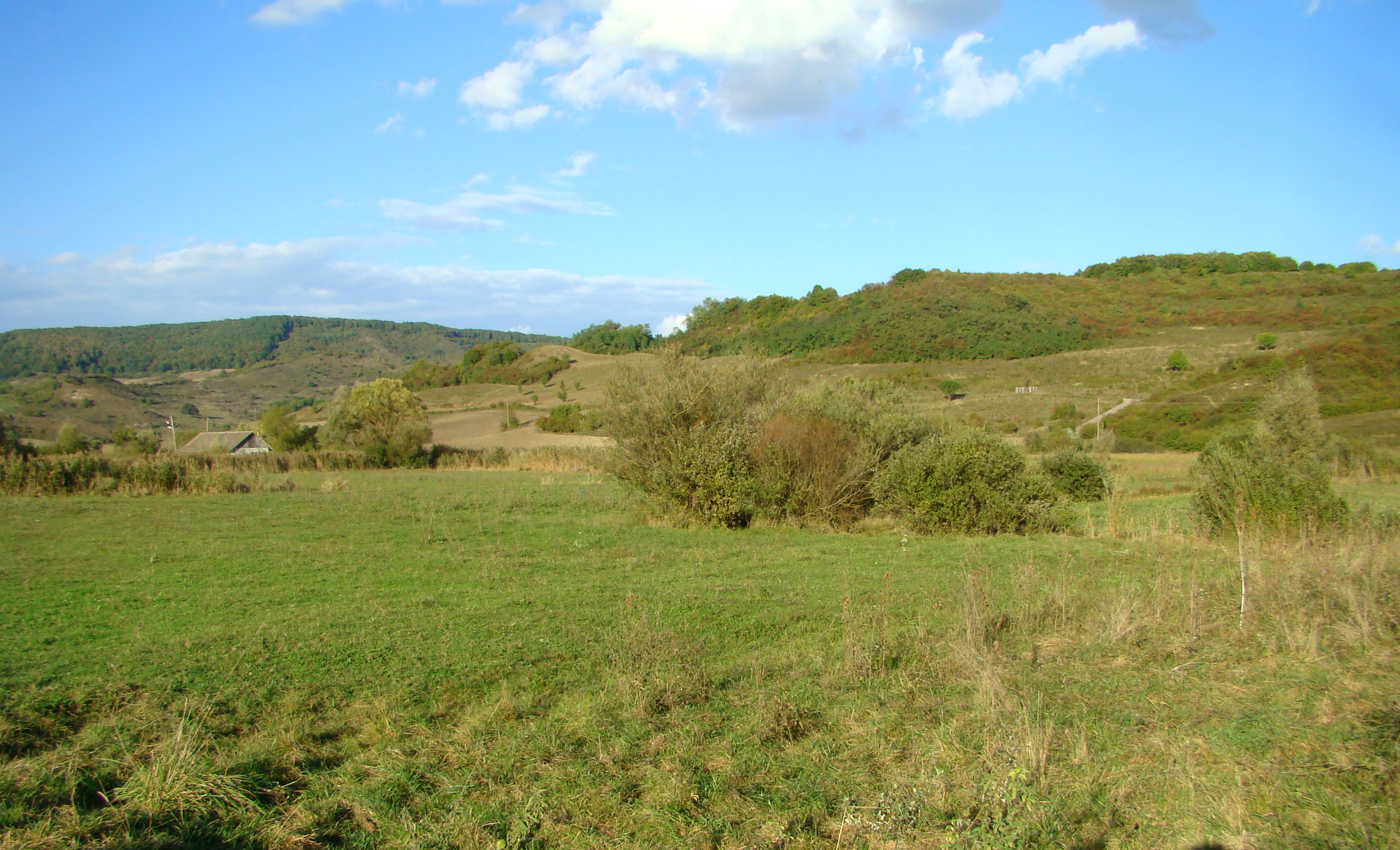
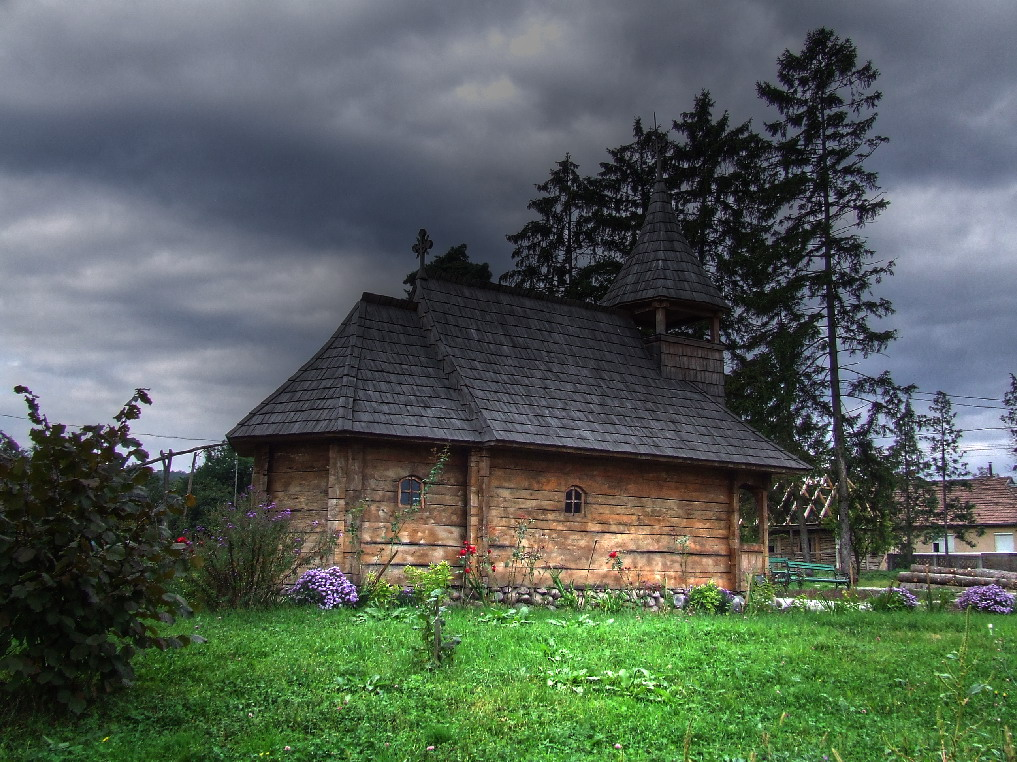
Biserica de lemn a lui Boțog din Mura Mare aflată în curtea Muzeului Etnografic din Reghin
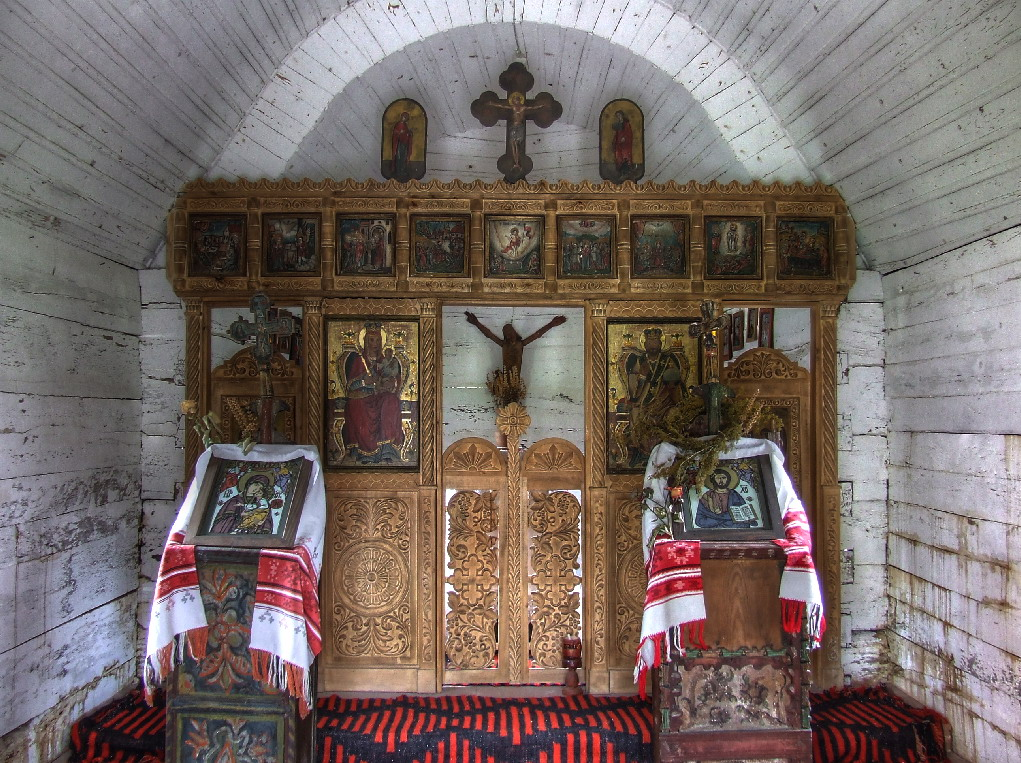
Interiorul